# LFNG
LFNG (англ. LFNG O-fucosylpeptide 3-beta-N-acetylglucosaminyltransferase) – білок, який кодується однойменним геном, розташованим у людей на короткому плечі 7-ї хромосоми. Довжина поліпептидного ланцюга білка становить 379 амінокислот, а молекулярна маса — 41 773.
| 10         |  | 20         |  | 30         |  | 40         |  | 50         |
| ---------- |  | ---------- |  | ---------- |  | ---------- |  | ---------- |
| MLKRCGRRLL |  | LALAGALLAC |  | LLVLTADPPP |  | PPLPAERGRR |  | ALRSLAGPAG |
| AAPAPGLGAA |  | AAAPGALVRD |  | VHSLSEYFSL |  | LTRARRDAGP |  | PPGAAPRPAD |
| GHPRPLAEPL |  | APRDVFIAVK |  | TTKKFHRARL |  | DLLLETWISR |  | HKEMTFIFTD |
| GEDEALARHT |  | GNVVITNCSA |  | AHSRQALSCK |  | MAVEYDRFIE |  | SGRKWFCHVD |
| DDNYVNLRAL |  | LRLLASYPHT |  | RDVYVGKPSL |  | DRPIQAMERV |  | SENKVRPVHF |
| WFATGGAGFC |  | ISRGLALKMS |  | PWASGGHFMN |  | TAERIRLPDD |  | CTIGYIVEAL |
| LGVPLIRSGL |  | FHSHLENLQQ |  | VPTSELHEQV |  | TLSYGMFENK |  | RNAVHVKGPF |
| SVEADPSRFR |  | SIHCHLYPDT |  | PWCPRTAIF  |  |            |  |            |

A: Аланін

C: Цистеїн

D: Аспарагінова кислота

E: Глутамінова кислота

F: Фенілаланін

G: Гліцин

H: Гістидин

I: Ізолейцин

K: Лізин

L: Лейцин

M: Метіонін

N: Аспарагін

P: Пролін

Q: Глутамін

R: Аргінін

S: Серин

T: Треонін

V: Валін

W: Триптофан

Кодований геном білок за функціями належить до трансфераз, глікозилтрансфераз, білків розвитку. 
Задіяний у такому біологічному процесі, як альтернативний сплайсинг. 
Білок має сайт для зв'язування з іонами металів, іоном марганцю. 
Локалізований у мембрані, апараті гольджі.